# Anne-Catherine Quénéhervé
Anne-Catherine Quénéhervé (nom de jeune fille : Anne-Catherine Berthonnaud), née le 26 octobre 1966 à Angoulême, est une athlète française, spécialiste de la marche athlétique.
Elle est médaillée d'or du 10 km marche aux Jeux de la Francophonie de 1997 et sacrée championne de France en salle du 3 km marche en 1989, 1990, 1993 et 1997, et du 10 km marche en salle en 1995 et en 1997.